# ミハウ・コリブト・ヴィシニョヴィエツキ
ミハウ・コリブト・ヴィシニョヴィエツキ（Michał Korybut Wiśniowiecki, 1640年7月31日 - 1673年11月10日）は、ヴィシニョヴィエツキ家出身のポーランド・リトアニア共和国の国王（在位：1669年 - 1673年）。
退位したヤン2世の後を受けて国王に選出されたが、何ら業績を挙げられず、交戦国との弱腰外交に徹した。逆に前国王ヤン2世に軍司令官に任命されたヤン・ソビエスキがポーランド内戦（大洪水時代）後のオスマン帝国との戦争で功績を挙げたため、ミハウは国内からの貴族層の支持を失う。在位わずか4年で没し、ヤン・ソビエスキが新国王に選出された。

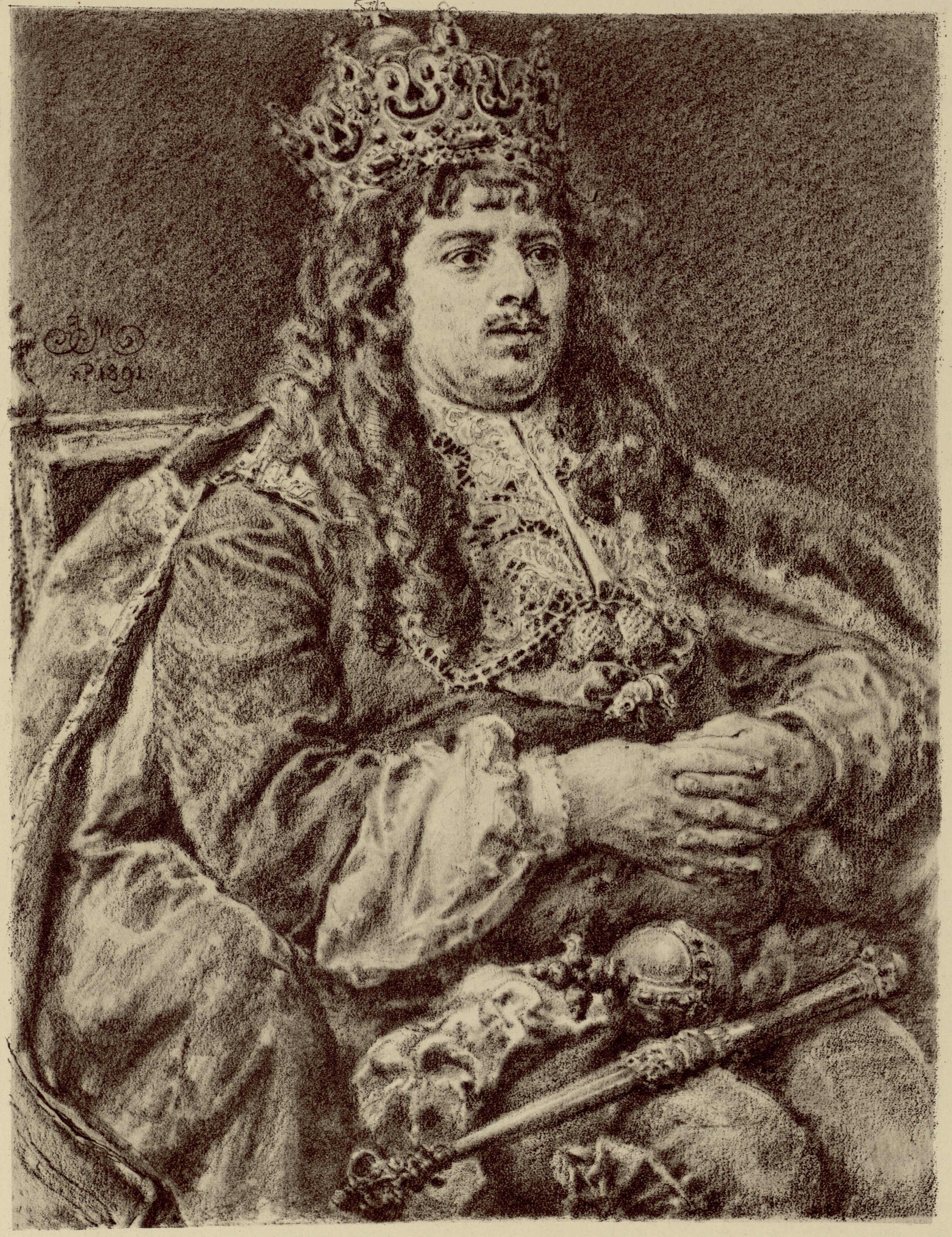
ヤン・マテイコによる肖像画